# Yoru ni Hagurete ~Where Were You Last Night~
 (mars 2012).
Si vous disposez d'ouvrages ou d'articles de référence ou si vous connaissez des sites web de qualité traitant du thème abordé ici, merci de compléter l'article en donnant les références utiles à sa vérifiabilité et en les liant à la section « Notes et références ».
Singles de Wink
Sexy Music
(1990) New Moon ni Aimashō
(1990)
Yoru ni Hagurete ~Where Were You Last Night~ (夜にはぐれて...) est le 8e single du duo japonais Wink, sorti en 1990.

## Présentation
Le single sort le 4 juillet 1990 au Japon sous le label Polystar. Il atteint la 2e place du classement de l'Oricon, interrompant une série de cinq singles N°1 consécutifs ; il reste classé pendant 15 semaines, pour un total de 291 000 exemplaires vendus.
La chanson-titre est une reprise en japonais de la chanson Where Were You Last Night de la chanteuse suédoise Ankie Bagger sortie en single en 1989. Elle figurera sur l'album Crescent qui sort en fin d'année, ainsi que sur la plupart des compilations du groupe, dont Wink Hot Singles, Raisonné, Diary,  Reminiscence, Wink Memories 1988-1996, Treasure Collection ; elle sera aussi remixée sur les albums Remixes de 1995 et Para Para Wink! de 2000 ; sa version instrumentale figurera sur l'album karaoke Fairy Tone 2 de 1991.
La chanson en "face B", Omoide Made Soba ni Ite ~Welcome To The Edge~, est une reprise en japonais de la chanson Welcome To The Edge écrite par Billie Hughes et Roxanne Seeman ; elle figurera quant à elle sur la compilation de "faces B" Back to Front de 1995, sa version instrumentale figurant elle aussi sur l'album Fairy Tone 2. Devant le succès du single, Billie Hughes sortira sa propre version de la chanson en single l'année suivante au Japon, qui y connaitra un grand succès de même que l'album homonyme qui suivra, vendant plus d'un demi-million de singles et recevant le prix du meilleur single international de l'année au "Grand Prix NHK".

## Liste des titres
Toutes les paroles sont écrites par Neko Oikawa (version japonaise).
| 1. | Yoru ni Hagurete ~Where Were You Last Night~ (夜にはぐれて...)          | Norell Oson Bard                          |  |
| 2. | Omoide Made Soba ni Ite ~Welcome To The Edge~ (想い出までそばにいて...) | R. Seeman, Dominique Messinger, B. Hughes |  |